# Карл Мельхіор
Карл Мельхіор (нім. Carl Joseph Melchior); (13 жовтня 1871, Гамбург — 30 грудня 1933) — німецький правознавець та фінансист. Член німецької економічної місії в Києві (Українська держава) (1918). Голова фінансового комітету Ліги Націй (1926). Віце-Президент Банку міжнародних розрахунків у Базелі (Швейцарія) (1933).

## Життєпис
У 1900 році Мельхіор працював юрисконсультом в Гамбурзькому банківському концерні, MMWarburg & CO. Під час Першої світової війни, він служив у баварському полку німецької армії і був серйозно поранений в Меці, коли він впав з коня. Після його одужання, Мельхіор перейшов на роботу до уряду Німеччини. У 1918 році член німецької економічної місії в Києві (Українська держава), яку очолював Отто Вітфельд. З 1919 року служив консультантом для фінансово-економічних переговорів, які почалися на Паризькій мирній конференції. Після виконання умов Версальського договору, Німеччина зіткнулася з численними економічними проблемами.
До 1921 року Мельхіор вважав за доцільне для країни, щоб прийняти тягар репарацій. Він вважав, що Німеччина зможе, отримавши іноземні кредити, наростити експорт, що в свою чергу зруйнує економіки Англії та США, і тоді кредитори самі прийдуть до Німеччини, щоб модифікувати домовленості.

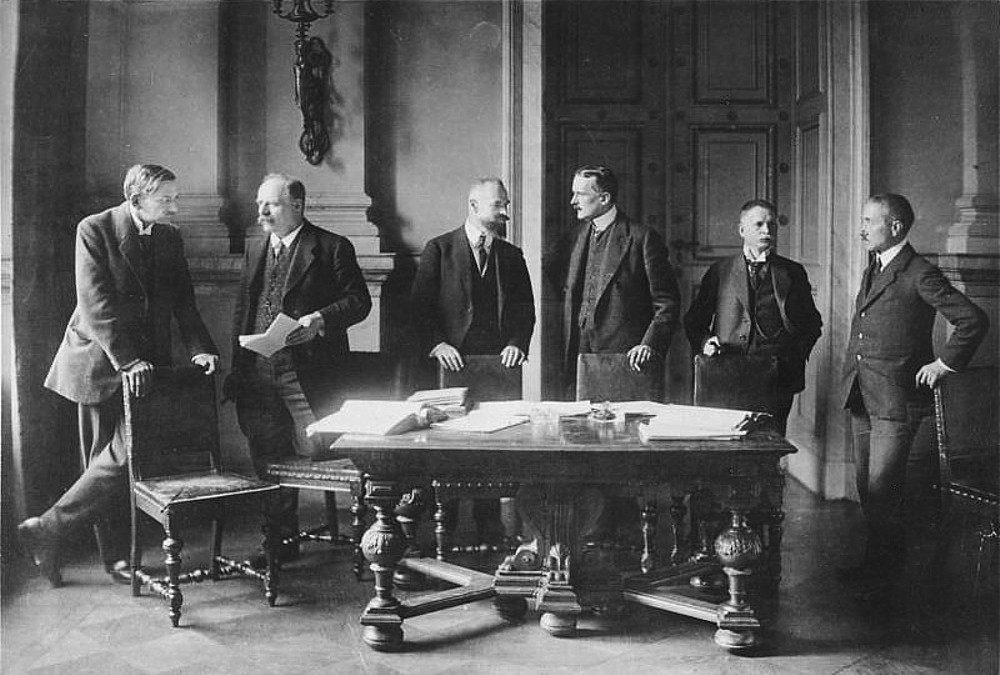
Карл Мельхіор з німецькою делегацією під час підписання Версальського договору

За десятиліття, Мельхіор грає все більш помітну роль в тривалих переговорах, отримавши міжнародне визнання, як з фінансових так і з юридичних питань. Завдяки своїм інтимним стосункам з коханкою Джона Мейнарда Кейнса на Паризькій мирній конференції, він слугував каналом, через який останній став неофіційним радником уряду Німеччини з питань відшкодування шкоди.
Після того, як він став партнером MMWarburg & Co, Карл Мельхіор виступив одним із засновників Гамбурзького марокканського товариства. Юридична особа, була створена з метою сприяння німецького видобутку в Марокко і розширенню економічної діяльності при тому, що країна була під впливом французьких ділових кіл. У 1922 році Мельхіор був призначений головою наглядової ради фармацевтичних пов'язаних споживчих продуктів на німецькому гіганті Hamburg Beiersdorf AG. Його зростаючий вплив в німецькому економічному співтоваристві призвів до його призначення як представника Німеччини у фінансовому комітеті Ліги Націй у 1926 році. У 1928 році він був призначений головою комітету і після його створення в 1930 році, служив членом ради Банку міжнародних розрахунків у Базелі (Швейцарія). У 1933 році, будучи її віце-президентом, він був звільнений новою нацистською адміністрацією в Берліні, з мовчазної згоди своїх колег. На цій роботі він зблизився та потоваришував з англійським економістом Джоном Мейнардом Кейнсом.
За останні кілька років свого життя, він страждав від серйозних проблем з серцем, а в грудні 1933 року помер після інсульту.